# فرودگاه گاردنر (پنسیلوانیا)
فرودگاه گاردنر (پنسیلوانیا) (به انگلیسی: Gardner Airport (Pennsylvania)) یک فرودگاه خصوصی است . این فرودگاه در کشور ایالات متحده آمریکا قرار دارد و در ارتفاع ۱۵۲ متری از سطح دریا واقع شده‌است.